# Sagartiogeton entellae
Sagartiogeton entellae är en havsanemonart som beskrevs av Schmidt 1972. Sagartiogeton entellae ingår i släktet Sagartiogeton och familjen Sagartiidae. Inga underarter finns listade i Catalogue of Life.